# Vakop Cove
Die Vakop Cove ist eine Bucht an der Nordküste Südgeorgiens im Südatlantik. Sie liegt am Südufer der Hound Bay und unmittelbar südwestlich des Kap Vakop.
Das UK Antarctic Place-Names Committee benannte sie 2009 in Anlehnung an die Benennung des gleichnamigen Kaps. Dessen Benennungshintergrund ist nicht überliefert.